# Johnny De Meyer
Johnny De Meyer (Gent, 6 december 1979) is een Vlaams acteur en toneelregisseur. Hij is vooral bekend als Stijn uit 16+.
De Meyer studeerde woordkunst-drama aan het Stedelijk Secundair Kunstinstituut te Gent waar hij in 2003 afstudeerde. Daarna studeerde hij verder aan het RITS te Brussel waar hij in 2005 na de tweede keer zijn eerste bachelor te hebben gedaan de school verliet. Voordien (2004) had hij in Kwartet gespeeld, tegenover een tegenspeelster (Roos Van Vlaenderen) die evenals hij nog studeerde.

## Televisie
- Vermist - Davy (2010)
- Amika - Cameraman Bart (2009)
- Sara - Charles (2008)
- Spring - Hans (2007)
- 16+ - Stijn (2007-2008)
- Flikken - Laurent Duvivier (2007)
- Witse - Gunther Amelinckx (2006)

## Theater
- Here we are now, entertain us (2000-2001)
- Kwartet (geselecteerd voor Theater Aan Zee) (2003-2004)
- Zij & Haar (theater) (regisseur) (2008)
- Chatgirl (2006-2008)
- Jonkvrouw (2007-2010)
- (het)Roodspiegelkikkerkapje (theater) (maker-acteur) (2007-2008)
- Uur nul (theater) (regisseur) (2009)
- scherven (theater) (acteur) (2009-2010)